# Henri Gauthier (égyptologue)
Pour les articles homonymes, voir Henri Gauthier.
Henri Gauthier, né le 19 septembre 1877 à Lyon et mort le 22 janvier 1950 à Monaco, est un égyptologue français.
Élève de Victor Loret à Lyon de 1897 à 1900, puis d'Erman à Berlin, il entra en 1903 à l'Institut français d'archéologie orientale du Caire. Il effectua ensuite des fouilles à Dra Abou el-Naga et à el-Qattah. Puis il se consacra à des travaux concernant les questions historiques et géographiques. Il travailla avec Gaston Maspero qui lui demanda de copier les inscriptions des temples nubiens de Amada, Kalabchah et Ouadi Seboua.

## Publications
- Notes géographiques sur le nome panopolite, BIFAO 4, p. 39 - 101, 1905.
- Avec Émile Chassinat et H. Piéron, Fouilles de Qattah, MIFAO, Le Caire, 1906.
- Le Livre des rois d'Égypte, recueil de titres et protocoles royaux, 1, Des origines à la XIIe dynastie, no 17, MIFAO, Le Caire, 1907.

- Le temple de Kalabchah, Les temples immergés de la Nubie, IFAO, Le Caire, 1911-1914. (version numérisée : fascicule 1 / fascicule 2 / fascicule 3).

- Nouvelles notes géographiques sur le nome panopolite, BIFAO 10, p. 89 - 130, 1912.
- La grande inscription dédicatoire d'Abydos, no 4, BdE, IFAO, Le Caire, 1912.
- Le temple de Ouadi Es-Sebouâ, Les temples immergés de Nubie, IFAO, Le Caire, 1912.
- Le Livre des rois d'Égypte, recueil de titres et protocoles royaux, 2, De la XIIIe dynastie à la fin de la XVIIIe dynastie, no 18, MIFAO, Le Caire, 1912.
- Le Livre des rois d'Égypte, recueil de titres et protocoles royaux, 3, De la XIXe à la XXIVe dynastie, no 19, MIFAO, Le Caire, 1914.
- Le Livre des rois d'Égypte, recueil de titres et protocoles royaux, 4, de la XXVe dynastie à la fin des Ptolémées, no 20, MIFAO, Le Caire, 1916.
- Le Livre des rois d'Égypte, recueil de titres et protocoles royaux, 5, Les empereurs romains, no 21, MIFAO, Le Caire, 1917.
- Répertoire pharaonique pour servir d'index au « Livre des rois d'Égypte », no 15, BIFAO, Le Caire, 1918.
- Dictionnaire des noms géographiques contenus dans les textes hiéroglyphiques, Société royale de géographie d'Égypte, Le Caire, 1925.